# Андреевка (Лебедянский район)
Андре́евка — деревня в Лебедянском районе Липецкой области. Входит в Куйманский сельсовет.

## Название
Названа по фамилии одного из первых жителей или землевладельца — Андрееву. 
Жильцы деревни звались андреевы, поэтому в дальнейшем фамилия деревенских дворовых была Андреевы. 
По приданию старожилов, у барыни этой деревни любил гостить Иван Бунин.

## География
Расположена недалеко от устья реки Павелки и села Павелки.

## Население
| 2010 |
| ---- |
| 2    |